# EMP Мерчандайзинг
EMP Merchandising, також відома як Large Popmerchandising (у Нідерландах та Бельгії), — це німецький магазин музичної пошти та мерчандайзингу. Абревіатура EMP розшифровується як Exclusive Merchandise Products. Компанія розповсюджує щоквартальний каталог серед клієнтів. У звіті за 2003 рік Торгово-промислова палата Оснабрюка визнала компанію найбільшою компанією, що займається замовленням музики у стилі хард-рок та хеві-метал у Німеччині. У вересні 2018 року Warner Music Group придбала EMP у Sycamore Partners.

## Історія
Компанія EMP була заснована у 1986 році Феліксом Летмате. Бізнес розпочався у квартирі в місті Лінген на острові Емсленд і за короткий час перетворився на компанію, в якій у грудні 2016 року працювало понад 500 осіб по всій Європі.
Розповсюджуються звукові носії та предмети мерчандайзингу (фан-сорочки, банери тощо) метал- та рок-гуртів, музичні кліпи та записи живих виступів, фільми всіх жанрів, ігри, та недзвичайні футболки зі слоганами та інші предмети одягу та аксесуари. Окрема категорія для хіп-хоп записів була припинена після поглинання компанії MZEE.com, яка тимчасово була дочірньою компанією EMP Merchandising HGmbH, що займалася замовленням хіп-хопу поштою. Сьогодні компанія розповсюджує свої товари по всій Європі.
31 січня 2014 року ще один магазин відкрився у Відні. Інші магазини розташовані у Вітмаршені (EMP Outlet Store A31), Ессені, Лейпцигу, Нюрнберзі, Дортмунді та Лінгені.
У липні 2015 року компанія, яка раніше належала її засновникам, була продана американській приватній інвестиційній компанії Sycamore Partners, яка також є власником Belk Inc. У вересні 2018 року Warner Music Group придбала компанію за 155 мільйонів євро.

## PLH Merchandise
31 січня 2014 року відкрився магазин у Відні, інші магазини розташовані у Вітмаршені (EMP Outlet Store A31), Ессені, Лейпцигу, Нюрнберзі, Дортмунді та Лінгені.
У липні 2015 року компанія, яка раніше належала її засновникам, була продана американській приватній інвестиційній компанії Sycamore Partners, яка також є власником Belk Inc. У вересні 2018 року Warner Music Group придбала компанію за 155 мільйонів євро.

## EMPmagazine
З 1998 року компанія випускає журнал, який надсилається клієнтам поштою, а також продається в газетних кіосках. Цей журнал, який слугує передусім каталогом для замовлення поштою, містить рецензії на нові релізи та інтерв'ю з відповідними гуртами. Тираж журналу становить близько 1 мільйона примірників. Окремий журнал видавався для MZEE до 2012 року.

## Нагороди
- 2007 ECHO у номінації "Торгівельний партнер року"[7]
- 2015 NEO Award 2015[7]
- 2020 Social Media Award STORYCLASH[8]

## Зовнішні Посилання
- Німецький вебсайт
- Іноземна версія вебсайту